# Gottfried Brakemeier
Gottfried Brakemeier (* 4. Januar 1937 in Cachoeira do Sul, Brasilien) ist ein deutsch-brasilianischer lutherischer Theologe, Professor an der Escola Superior de Teologia in São Leopoldo, ehemaliger Präsident des brasilianischen Nationalen Kirchenrates und des Lutherischen Weltbundes.

## Leben
Brakemeier studierte Evangelische Theologie von 1955 bis 1962 in Brasilien und Göttingen. Dort wurde er 1957 Mitglied des Göttinger Wingolf.
Nach dem Studium kehrte er nach Brasilien zurück und wurde Pastor in São Leopoldo. 1966 ging er erneut nach Göttingen und promovierte in Evangelischer Theologie. Im Anschluss lebte Brakemeier wieder in São Leopoldo, betreute die Gemeinde und war von 1968 bis 1985 Dozent für Neues Testament an der Escola Superior de Teologia in São Leopoldo.
Von 1985 bis 1994 war Brakemeier Präsident der Evangelischen Kirche Lutherischen Bekenntnisses in Brasilien. Im Anschluss habilitierte er sich und wurde 1995 Professor für Systematische Theologie und Ökumene wiederum in São Leopoldo. Dort wirkte er bis 2003, ehe er emeritierte.
Von 1990 bis 1997 war Gottfried Brakemeier Präsident des Lutherischen Weltbundes. Damit stand er 143 Mitgliedskirchen mit 70,5 Millionen lutherischen Christen in 79 Ländern vor.
Brakemeier ist Redakteur (Brasilien / Predigten in portugiesischer Sprache) der Göttinger Predigten im Internet (GPI).

## Auszeichnungen
- 2006: Dr. h. c. der Escola Superior de Teologia (EST) in São Leopoldo

## Werke (Auswahl)
- Reino de Deus e Esperança Apocalíptica, Editora Sinodal 1984
- Der ‚Sozialismus‘ der Urchristenheit, Göttingen 1988
- Glaube im Teilen bewahren – Lutherische Existenz in Brasilien, Erlangen 1989
- Testemunho da fé em tempos difíceis, Editora Sinodal 1990
- Die evangelische Diaspora. Jahrbuch des Gustav-Adolf-Werks e.V, Gustav-Adolf-Werk 2000